# Anna Streżyńska
Anna Maria Streżyńska, née le 11 mai 1967, est une avocate et une femme politique polonaise.

## Biographie

### Formation et carrière
Elle achève ses études de droit en 1994 à l'université de Varsovie.

### Vie politique
Elle est conseillère au cabinet du ministre des Communications entre 1998 et 2001, et occupe même la direction d'un département du ministère à partir de 2000.
Elle devient sous-secrétaire d'État du ministère des Transports et des Travaux publics le 15 novembre 2005. Par décision du président du Conseil des ministres Kazimierz Marcinkiewicz, elle prend la présidence du bureau des communications électroniques (UKE) le 14 janvier 2006 et l'occupe jusqu'au 1er février 2012.
Le 16 novembre 2015, Anna Streżyńska est nommée ministre du Numérique dans le gouvernement de la conservatrice Beata Szydło. Sa nomination est saluée en raison de sa maîtrise des télécommunications. Le 11 décembre 2017, elle est reconduite dans le gouvernement Morawiecki I. Elle n'appartient à aucun parti politique.